# تل فيروز أباد
تل فيروز أباد (بالفارسية: محوطه باستانی فیروز‌آباد) هو تل تاريخي يعود إلى الدولة التيمورية، ويقع في مقاطعة بردسكن، قرية فيروز أباد.